# Sancho II de Castela
Sancho II de Castela, cognominado O Forte (c. 1035— Zamora, 7 de Outubro de 1072), foi o primeiro rei de Castela, entre 1065 e à data da sua morte. Foi também rei da Galiza a partir de 1071 e de Leão durante escassos meses no ano de 1072.
Quando seu pai, Fernando Magno de Leão, faleceu a 27 de Dezembro de 1065, Sancho herdou a parte do reino que lhe estava previsto (Castela), tendo os seus outros irmãos (Afonso e Garcia) recebido as partes respectivas da herança (Leão e a Galiza, respectivamente) e as suas irmãs, Urraca e Elvira, as cidades de Zamora e Toro. Viria também a ser rei de Leão durante a expulsão do seu irmão Afonso para Sevilha, durante o ano de 1072.
Teve que fazer face a problemas fronteiriços no leste, com os reis de Navarra e de Aragão (também chamados Sanchos, donde o nome do conflito — a Guerra dos três Sanchos), em 1068; envolveu-se também em conflitos com os seus irmãos Garcia e Afonso, tendo em vista uma melhor repartição da herança paterna.
Assim, num primeiro momento, pactuou com Afonso para repartir entre ambos o reino da Galiza, atribuído ao irmão mais novo, Garcia; em 1071, os exércitos de Leão entram naquele reino e fazem Garcia prisioneiro, situação em que permanecerá até à morte. Sancho, porém, decide que não é suficiente e declara guerra a Afonso. Com a intervenção do seu braço direito, O Cid Rodrigo Dias de Bívar, derrota sucessivamente Afonso VI em Llantada e em Golpejera, e obrigando-o a exilar-se na corte do emir de Sevilha a fim de salvar a própria vida, deixando assim o trono vago para Sancho, que se fez proclamar rei de Leão.
Porém, a nobreza leonesa não aceitou de bom grado estes acontecimentos; a sua irmã Urraca, por exemplo, fortificou-se na cidade de Zamora. As tropas de Sancho assediam a cidade, mas Sancho é enganado pelo nobre zamorano Vellido Dolfos - apresentando-se ao monarca como desertor e sob a desculpa de lhe mostrar os pontos mais débeis das muralhas, consegue separá-lo do seu exército e apunhalá-lo diante da cidade. O seu assassinato possibilitou então o regresso a Leão do rei Afonso VI.
Estes feitos e as suas consequências passaram a fazer parte do épico Cantar de Mío Cid, para além de muitos outros romances de cavalaria medievais como "o cerco de Zamora".